# Charles Asati
Charles Asati, né le 3 mars 1946, est un ancien athlète kényan, qui courait surtout sur 400 m.

## Biographie
Il participe aux Jeux olympiques d'été de 1968, éliminé en série sur 200 m et remportant la médaille d'argent avec le relais 4 × 400 m.
Asati remporte ensuite deux médailles d'or aux jeux du Commonwealth en 1970 en relais et sur 400 m. Aux Jeux olympiques d'été de 1972, il fait encore partie du relais kényan qui, profitant de l'absence du relais américain, remporte le titre olympique.

## Palmarès

### Jeux olympiques d'été
- Jeux olympiques d'été de 1968 à Mexico (Mexique)
  - éliminé en demi-finale sur 400 m
  -  Médaille d'argent en relais 4 × 400 m
- Jeux olympiques d'été de 1972 à Munich (Allemagne)
  - 4e sur 400 m
  -  Médaille d'or en relais 4 × 400 m

### Jeux du Commonwealth
- Jeux du Commonwealth de 1970 à Édimbourg (Royaume-Uni)
  -  Médaille de bronze sur 200 m
  -  Médaille d'or sur 400 m
  -  Médaille d'or en relais 4 × 400 m
- Jeux du Commonwealth de 1974 à Christchurch (Nouvelle-Zélande)
  - éliminé en séries sur 200 m
  -  Médaille d'or sur 400 m
  - 8e en relais 4 × 100 m
  -  Médaille d'or en relais 4 × 400 m

### Jeux africains
- Jeux africains de 1973 à Lagos (Nigeria)
  -  Médaille d'or sur 400 m
  -  Médaille d'or en relais 4 × 400 m